# باريت بابر
باريت بابر (بالإنجليزية: Barrett Baber)‏ هو كاتب أغاني أمريكي، ولد في 18 مايو 1980 في أركنساس في الولايات المتحدة.

## وصلات خارجية
- باريت بابر على موقع IMDb (الإنجليزية)
- باريت بابر على موقع ميوزك برينز (الإنجليزية)
- باريت بابر على موقع ديسكوغز (الإنجليزية)